# Охра золотистая
Охра золоти́стая (фр. Ocre d’or, нем. Gold Ocker, англ. Golden ochre от др.-греч. ὠχρός «изжелта-бледный, оранжевый») или охра французская (устар.) — одна из самых известных и ярких по цветности разновидностей охры, природный или (редко) искусственный пигмент. По минеральному составу охра золотистая представляет собой глину с примесью алюмосиликатов и большим содержанием собственно жёлтого красителя, гидроокиси железа, чаще всего в форме бурого железняка или лимонита. Точный состав охры и входящие в неё примеси сильно меняются в зависимости от места происхождения.
Охра золотистая — одна из древнейших красок, известная в качестве материала для живописи ещё со времён пещерных росписей. В настенной живописи входит в число основных пигментов жёлтого цвета. Охра золотистая обладает хорошей плотностью, такой же кроющей способностью, высокой светостойкостью, чистым цветом и мягкой структурой. До настоящего времени используется во всех техниках живописи без исключений.

## Описание
Пигмент охры золотистой представляет собой природную смесь, в которую входит, прежде всего, кристаллический гидрат окиси железа с некоторым количеством глины. Ближе всего к охре золотистой из родственных минералов находится охра светлая, имеющая менее тёплый и насыщенный цвет. Если в охре светлой содержание основного красителя, гидрата окиси железа достаточно низкое и составляет от 12 до 25 %, то в охре золотистой его количество может доходить до 70-75 %. Как следствие, охра светлая имеет жёлтый цвет более холодного тона и слабой цветовой насыщенности и считается краской не яркой и не интенсивной. Охра золотистая отличается от неё землистым оттенком и более тёплым тоном.
Жёлтые охры более других распространены в природе в силу распространённости составляющих их минералов. При нагревании оранжевые и жёлтые охры отдают воду и постепенно темнеют, приобретая всё более красный оттенок. Это происходит вследствие превращения гидроокиси железа в тёмно-красную безводную окись (железный сурик). При управляемом прокаливании жёлтых охр можно получить почти всю гамму оттенков от жёлтого и оранжевого до красного или бурого.:173
Среди других сортов охры именно золотистая ценилась выше других, её относили к высшему разряду пигментов этой категории. В XVIII—XIX веках золотистая охра поставлялась в Россию из провинции Русильон, в результате чего вторым названием этой краски в течение долгого времени было французская охра.:426 Из общего числа охр именно пигмент золотистой охры по чистоте, яркости и оттенку находится ближе всего к аттической охре, самой высоко ценимой жёлтой краске Древней Греции и Рима.
До середины XX века живописные жёлтые охры традиционно подразделяли на палевые, жёлтые, шафранно-жёлтые, золотистые и оранжевые. В современной палитре художника чаще других попадаются четыре вида номинальных жёлтых охр: светлая, средняя, золотистая и тёмная. К числу тех же красок можно также причислить сиену натуральную и итальянскую. По составу охра золотистая должна включать не менее 53 % Fe2O3, 5 % Al2O3 и 34 % SiO2 при полном отсутствии таких примесей как CaO, MgO, MnO2 и нерастворимых сульфатов. Для сравнения: больше окиси железа из всех жёлтых охр содержит только охра тёмная (более 60 %).:173

## Применение
Золотистая охра более всего известна как распространённый в природе минеральный пигмент красок, прежде всего, художественных. Она встречается с самых древних времён в наскальных росписях, фресках Древнего Египта, Греции и Рима. Постоянно употребляли этот пигмент также при росписях храмов и в иконописи. При анализе красочного состав икон Феофана Грека, при всей сдержанности его цветовой гаммы, была однозначно установлена охра золотистая.
Употребляется золотистая охра также при производстве и реставряции дорогих сортов мебели. Например, при масляном золочении по левкасу предварительно наносят несколько слоёв золотистой охры на масле, а затем после просушки и шлифования покрывают масляным гульфарбенным лаком. В результате поверхность под золочение получается идеально матовой и сохраняет цвет фольги. Позолота на резьбе выглядит особенно эффектной, если блестящие полированные участки перемежаются с матовыми.
Как художественная краска золотистая охра традиционно входит в основной набор палитры художников, прежде всего, в масляной живописи, но также — в темперной (включая акварель) и более новой, акриловой. Она устойчива и в чистом виде и в смесях. Однако при письме темперой или акварелью необходимо учитывать одну особенность охры, продиктованную её минеральной природой: при большом количестве водоразбаляемого плёнкообразователя появляется риск выпадения пигмента в осадок (как глинозёма, так и гидроокиси железа), поэтому охру рекомендуется использовать в виде густой пасты.:173
Приглушённый слегка «земляной» оттенок охры золотистой позволяет добиваться мягкого и тёплого цветового колорита живописи и в смесях с более яркими красками немного «сбавлять» их цветовую активность. Существует ещё одна особенность. Обычно рекомендуется избегать очень крупных, рельефных мазков чистой охрой, поскольку из-за медленного и неполного просыхания слоёв на всю глубину может проявиться неоднородность цвета и нерегулярная матовость поверхности. К недостаткам охры золотистой можно отнести её уязвимость в случае тесного трения о металл (например, в случае натирания мастихином). Спустя некоторое время такой контакт может вызвать позеленение охры.
Нередко охра светлая или охра золотистая употребляются для придания живописи впечатления внешней монохромности или единства колорита, а также для того, чтобы свет в картине не выглядел холоднее, чем тень. Охра при этом выполняет не только функцию усиления ощущения единства картины, то также и дополнительного «утепляющего» цвета.:236
Не менее долгое время золотистая охра известна и широко распространена как устойчивый, надёжный и недорогой пигмент для любых отделочных, бытовых и декоративных целей, пригодная для покраски как внутренних помещений, так и для наружных работ. Она не выцветает и выдерживает практически любые атмосферные воздействия.

…Ульи были приземистые, широкие, на четырех дубовых чурбачках каждый, с крышами односкатными, крытыми где железом, где фанерой, но однообразно окрашенными золотистой охрой, весёлой на вид.— Сергей Сергеев-Ценский, «Лаванда», 1936
Наряду с другими сортами охр, охра золотистая традиционно широко применяется также при тонировании и росписи керамики.